# Емметт Браун
Е́мметт Ла́троп «Док» Бра́ун (англ. Emmet Lathrop Brown) — вигаданий персонаж культової медіафраншизи «Назад у майбутнє», у якій фігурує як винахідник машини часу, побудованої зі спортивного автомобіля DeLorean DMC-12. Створений Робертом Земекісом в 1985—1990 роках. Виконавець ролі американський актор Крістофер Ллойд. У мультсеріалі Док говорив голосом актора Деніеля Луї Кастелланета.
В українському дубляжі Дока в різний час озвучували Матвій Ніколаєв, Олег Лепенець, Микола Карцев.

## Вигадана біографія
Доктор Емметт Л. Браун називає себе «учнем усіх наук» і зображений, як талановитий винахідник.
На нього сильно вплинули вчені попередніх епох. Він назвав домашніх собак Коперником та Айнштайном, а в його лабораторії ‒ портрети Ісаака Ньютона, Бенджаміна Франкліна, Томаса Едісона та Альберта Айнштайна. Його улюблений автор Жуль Верн.
Емметт Браун витрачає всю сімейну спадщину на створення машини часу. У 1962 році шикарний родинний маєток, у якому він проживав, знищила пожежа, а право власності він продав забудовникам. Після цього Док поселився у гаражі маєтку. Пізніше він запровадив бізнес, пропонуючи цілодобові наукові послуги і створюючи геніальні пристрої для своїх клієнтів.
Док надто голосна і прямолінійна людина, він часто розмовляє з широко розплющеними очима і широкими жестами, а також схильний бути надміру багатослівним.
Улюблена фраза Дока «Сили небесні!» (англ. Great Scott). Док грає на альт-саксофоні, котрий можна помітити в його гаражі на початку першого фільма. Також йому до вподоби фільми у жанрі вестерн.
Док і Марті познайомилися за кілька років до подій першого експерименту з подорожами у часі, коли Марті з цікавості прокрався до лабораторії Дока, попередньо отримавши застереження від батьків, аби він тримався подалі від нього. Доку припало до душі те, що Марті визнав його «крутим», і він найняв його в якості свого асистента.
Док був причетний до нелегальних і злочинних підприємств (тому, що не мав способу придбати на законних підставах необхідні для своїх винаходів речі), але він є наївним і небайдужим щодо наслідків своїх дій. Док із захопленням розповідає Марті, як він обдурив лівійських терористів і викрав у них плутоній: «Я мав зробити їм бомбу. Я взяв у них плутоній, а віддав фальшиву бомбу, з начинкою із непотребу!»
Незважаючи на те, що здебільшого розумний і логічний, Док часом наївний щодо невідомих можливих застосувань своєї машини часу. Спочатку активно досліджує хід майбутнього світу та намагається змінити минуле чи майбутнє головних персонажів, щоб покращити їхнє життя. Однак події приводять його до висновку, що подорожі у часі є надто небезпечними для людства. Його переконання зміцнилося, коли він зрозумів, що мимоволі змінив історію, коли запобіг смерті Клари Клейтон у 1885 році; він робить висновок, що машина часу «не спричинила нічого, крім лиха» і просить Марті знищити її, як тільки він повернеться до власного часу. Тим не менш, Док продовжує романтичні стосунки з Кларою, незважаючи на ризики подальшого розриву часової лінії.
Однак після того, як у 1885 році Марті відправляється на Делоріан у 1985 рік, Док заводить сім'ю з Кларою; у пари з'являються два сини, Жюль і Верн. Зрештою Док будує іншу машину часу із паротяга, і Брауни повертаються у 1985 рік, щоб забрати свого пса Айнштайна, перш ніж відправлятися в чергову пригоду.

## Вплив
Рік Санчез з американського мультсеріалу Rick & Morty спочатку з'явився, як пародія на «Дока» Брауна.
У 2008 році журнал Empire помістив доктора Брауна на 20-му місці в списку найвизначніших кіногероїв усіх часів.